# Jules Gervais-Courtellemont
Jules Claudin Gervais dit Gervais-Courtellemont, est un photographe français, né le 1er juillet 1863 à Avon (Seine-et-Marne) et mort le 31 octobre 1931 à Coutevroult.  
Il est un expérimentateur de l’épreuve photographique en couleurs dite autochrome et un diplomate français envoyé à La Mecque en 1895 par le gouverneur d'Algérie Jules Cambon. 

## Biographie
Jules Gervais est le fils de Rose Désirée Antoinette Bouquin, 28 ans, et de Louis Victor Gervais, 44 ans, rentier. Son père meurt en 1867. Le surnom de « Courtellemont » vient de son témoin de naissance, Louis Alphonse, 62 ans, rentier. Sa mère se remarie en 1868, avec Jules-Georges Courtellemont. 
Il s'est marié le 15 juillet 1922 à Coutevroult avec Louise Clémence Pesquet.
Gervais-Courtellemont est connu pour une série d'autochromes, photographies en couleur produites suivant le procédé des frères Lumière à partir de 1907, dont une grande partie, environ 5000, est conservée à la cinémathèque Robert-Lynen à Paris, l'autre partie se trouvant à la National Geographic Society dont la revue a publié de très nombreuses reproductions au cours des années 1920. Quelques autochromes ont également été achetés par le banquier Albert Kahn et sont aujourd'hui conservés au Musée départemental Albert-Kahn à Boulogne-Billancourt.
Il a grandi en partie à Relizane en Algérie, où sa nouvelle famille est partie en 1871 et a, toute sa vie, recherché l'exotisme.
En 1890, il fonde la revue : L'Algérie touristique et pittoresque. En 1892, il crée sa propre maison d'édition : Éditions d'arts. Il publie notamment : La vie errante de Maupassant et devient membre de la Société française de photographie.  
En 1894, Jules Gervais-Courtellemont est le premier européen à aller à La Mecque. Converti à l'islam, il a ramené des photos inédites de la Mecque en 1896, publiées dans L'Illustration en 1897 et dans un recueil de photos sur Le Caire. Il vit à Paris. Son fils, Charles Abdallah, naît en 1895. 
De 1897 à 1899, il voyage en : Albanie, Bosnie-Herzégovine, Algérie, Tunisie, Japon, Chine, Tonkin, Madagascar, Égypte. 
Grand voyageur, Jules Gervais-Courtellemont a commencé par photographier l'Algérie, avant le Maroc (premier voyage en 1885). Il parcourt la Tunisie, la Libye, la Turquie, la Palestine, l'Égypte, l'Arabie saoudite, l'Angleterre, la Belgique, l'Espagne, la Grèce, le Portugal, l'Italie, la Suisse, l'Inde et la Chine. 
Beau-fils de l'éditeur et artiste Charles Lallemand (1826-1904), il est l'ami de Pierre Loti et du photographe Émile Frechon qu'il aurait invité en Algérie pour collaborer à sa revue L'Algérie pittoresque et artistique. De Loti, il produit des tirages en couleurs de l'intérieur de sa maison (Je sais tout, novembre 1909). Et Loti lui préfacera son recueil de photos : Le Caire, édité en 1894.
En 1902, il voyage en Chine, et au Tibet. En 1908, en Turquie, Palestine, Syrie, Égypte. Il en ramène Les Visions d'Orient, une série d'autochromes qui illustreront des conférences qu'il tiendra à Lyon et Paris. 
En 1910, en Turquie, il participera à l'inauguration de la ligne de chemin de fer Damas/Médine. En 1911, il crée Photo-couleur, l'institut d'enseignement par la parole et le geste, avec le financement d'un riche américain. Il collabore avec le docteur Doyen. En 1913, il effectue son cinquième voyage au Maroc. 
Il a également photographié la Première Guerre mondiale, puis des scènes reconstituées dans les tranchées après-guerre, et notamment les troupes coloniales.
En 1924, il devient l'un des trois photographes européens permanents du National Geographic Magazine.
Jules Gervais-Courtellemont meurt le 31 octobre 1931 à l’âge de 68 ans.

## Distinctions
- Officier de la Légion d'honneur (décret du 9 janvier 1914). Il est fait chevalier par Jules Cambon en 1895.

## Édition
- La vie errante de Maupassant, Éditions d'arts, 1892
- Le Caire, Éditions d'arts, 1894
- Pierre Loti, Les trois dames de la Kasbah ; illustrations directes d'après nature, Éditions d'arts, 1896, 109 p.[2].
- Mon voyage à la Mecque, Éditions d'arts, 1896
- Voyage au Yunnan, 1904
- Les champs de batailles de la Marne, L'édition française illustrée, 1915 avec 240 autochromes
- Les champs de batailles de Verdun, L'édition française illustrée, 1916 avec 80 autochromes

## Quelques autochromes notables

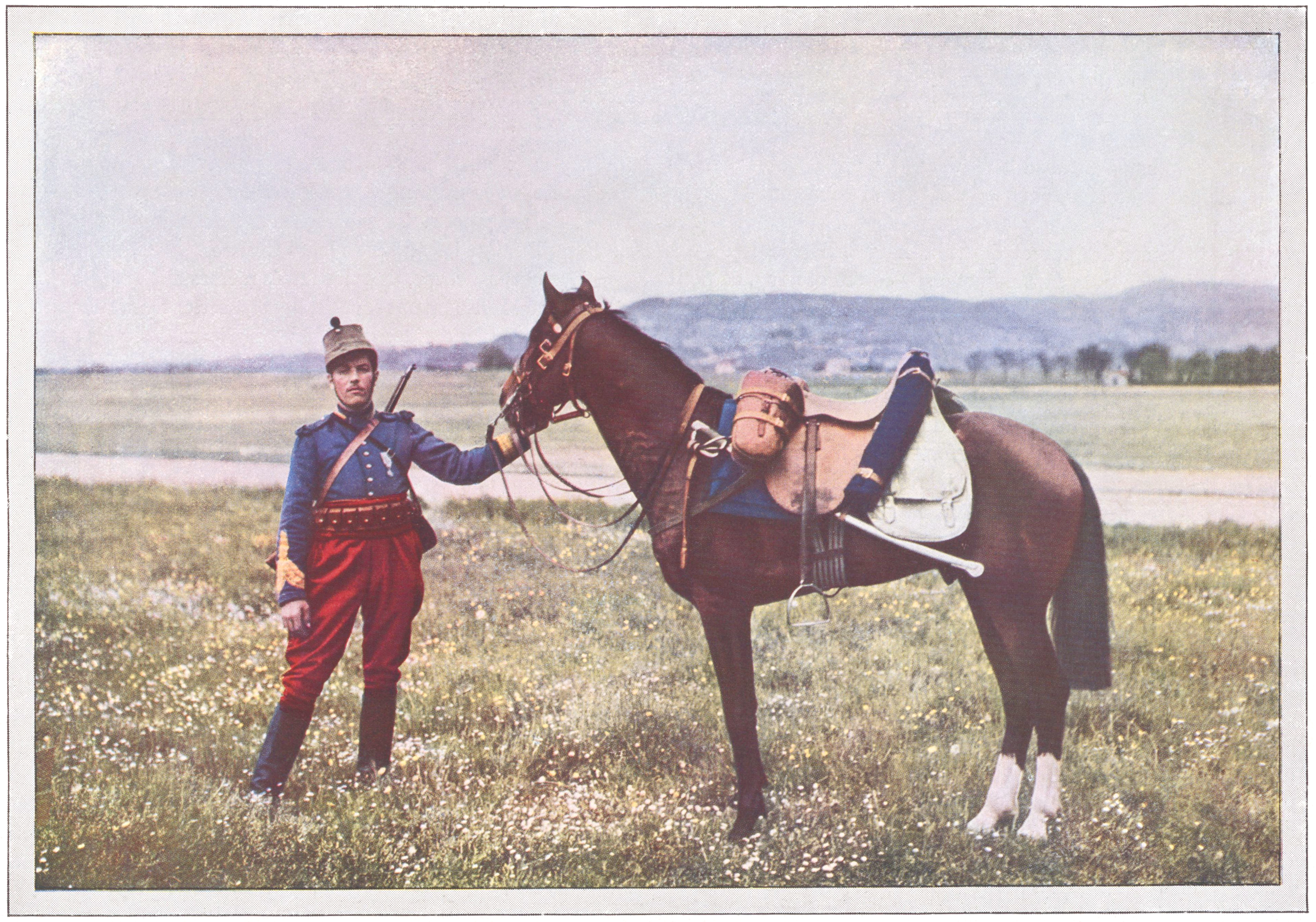
Chasseur d'Afrique, Les Champs de Bataille de la Marne dans l'Édition Française Illustrée.

Ses autochromes sont aujourd’hui principalement conservées au National Geographic Museum de Washington et à la Cinémathèque Robert-Lynen de la Ville de Paris. 
À elle seule, la Cinémathèque Robert-Lynen de la Ville de Paris, possède 3000 autochromes de Gervais-Courtellemont, sur les quelque 5000 de sa collection unique : plus d'un millier représentatif des différents voyages qu'il a effectué dans le monde, et à peu près autant sur la France (Paris, la guerre de 1914-1918) et l'Europe. Le reste étant constitué de reproductions de tableaux et de botanique
Par ailleurs : 
- Brest, port de guerre vers 1912 (Cinémathèque Robert-Lynen)
- Concarneau vers 1912 (Cinémathèque Robert-Lynen)
- Pont-Aven : le Bois d'Amour vers 1912 (musée Albert-Kahn, Boulogne-Billancourt).

Il publia 250 autochromes sur la Première Guerre mondiale dans Les Champs de Bataille de la Marne in l'Édition Française Illustrée ; textes et photographies par Gervais-Courtellemont.